# Pont Kigamboni
Le pont Kigamboni ou pont Julius Nyerere est un pont à haubans situé en Tanzanie.
D'une longueur de 680 mètres, il relie par-dessus la Kurasini creek le quartier des affaires de Dar es Salam à Kigamboni.
Il a été inauguré le 19 avril 2016 par le président John Magufuli, et baptisé à cette occasion « pont Julius Nyerere » , en l'honneur du premier président de la république unie de Tanzanie.